# Hans-Joachim Bamler
 (août 2023).
Hans Joachim Bamler (né le 13 juillet 1925 à Berlin et mort le 24 avril 2015 à Neuruppin) était un espion allemand qui agissait pour le compte de la République démocratique allemande (RDA) en France. Il était "Rézidiente" de la Hauptverwaltung Aufklärung  de la Stasi à Paris. Il a été condamné en 1966 à 18 ans de prison pour espionnage au profit de la RDA puis libéré en 1974 dans le cadre d'un échange d'agents.

## Biographie
Le père de Hans-Joachim Bamler était Rudolf Bamler, qui a travaillé au ministère des Affaires étrangères et de la Défense allemand jusqu'en 1938. Sa mère était infirmière. Elle a été placée sous le régime de la Sippenhaft après que son mari, lieutenant général de la Wehrmacht en captivité soviétique en 1944, a fait défection à la Ligue des officiers allemands et au Comité national de l'Allemagne libre. Elle est décédée en juin 1945 des suites de son emprisonnement dans le camp de concentration de Dachau lors d'une marche de la mort vers le Tyrol.
Bamler a fréquenté l'école primaire à Königsberg et Berlin-Steglitz jusqu'en 1935 puis le lycée à Berlin, Vienne et Sopot et a obtenu le baccalauréat en 1943. Cette même année, il a adhéré au Parti national-socialiste des travailleurs allemands. Jusqu'en  1945, Bamler a participé aux combats, atteignant le grade de lieutenant. En avril 1945, il est fait prisonnier par les Américains, mais est relâché dès la fin de la guerre. De 1945 à 1949, il a suivi une formation de teinturier et de développeur de film chez Müller und Schulten à Stuttgart, puis a étudié dans une école d'ingénieurs textiles à Reutlingen.
En 1950, Bamler s'est installé à Eggesin en République démocratique allemande où il était officier dans la caserne de la police populaire. Puis de 1955 à 1962, il a occupé divers postes de concepteur de programmes ou de régisseur publicitaire dans le secteur culturel à Berlin.
À partir de 1963, Bamler a travaillé dans l'Hauptverwaltung Aufklärung de la Stasi. De 1964 à 1966, il a été "Rézidiente" à Paris. En 1966, Bamler est arrêté par la police française et condamné à 18 ans de prison pour espionnage pour le compte d'une puissance étrangère. Sa femme, Marianne Bamler qui travaillait également pour la RDA dans les services de renseignement, a été arrêtée avec lui et condamnée à 12 ans d'emprisonnement. En septembre 1974, à l'occasion d'un échange d'agents, Bamler a été libéré et autorisé à émigrer en RDA. De 1974 à 1979, il a repris son activité à la Stasi à Berlin et a pris sa retraite avec le grade de major. Hans-Joachim Bamler est décédé le 24 avril 2015 à Neuruppin dans le Brandebourg.

## Souvenirs
- (de) Hans-Joachim Bamler: Top-Spione. Die erste NATO-Residentur. In: Klaus Eichner, Gotthold Schramm (Hrsg.): Kundschafter im Westen. Spitzenquellen der DDR-Aufklärung erinnern sich. Texte v. 'Alfred', Marianne u. Hans-Joachim Bamler u. a. Edition Ost, Berlin 2003  (ISBN 978-3-360-01049-0).